# Högevall

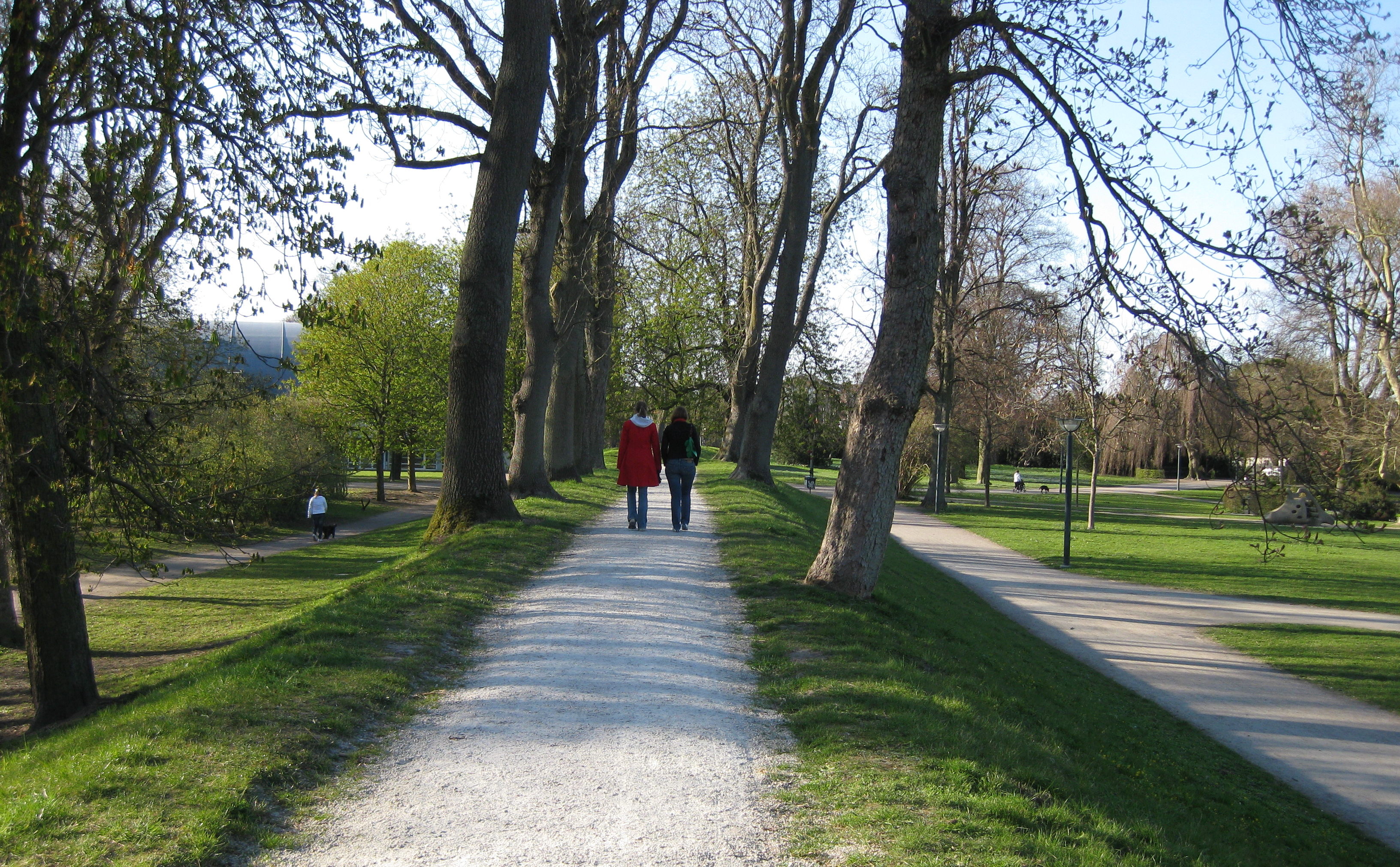
Högevall i stadsparken.

Högevall i Lund skiljer Lunds stadspark från Observatorieparken, och är en rest av Lunds medeltida stadsvall, en jordvall med en vattenfylld vallgrav. På toppen fanns en palisad som skulle göra försvaret ännu effektivare. Vid utfarterna i söder, väster, norr och öster fanns tegelmurade porttorn och vindbryggeförsedda broar över vallgraven. Vallen var cirka 3700 meter lång, och omslöt 40 hektar, vilket var det största stadsområdet i det medeltida Norden.
Högevall anlades enligt Roskildekrönkan när den danske kungen Erik Emune år 1134 befäste Lund. Vallanläggningen byggdes på och förbättrades mer eller mindre kontinuerligt ända fram till 1700-talet. De murade porttornen byggdes sannolikt vid 1300-talets mitt. Vallen blev efter hand omodern och förföll, och nu återstår cirka 460 meter i stadsparken.
1658–1811 utgjorde vallen tullgräns för landstull. Därefter revs det mesta av stadsvallen, men den del som finns kvar uppläts 1820 åt universitetet för att tjäna som akademisk promenad. Lundaslätten bredde ut sig söder om vallen och i klart väder kunde man se ända till Malmö.
Lunds planetarium ligger i Gamla observatoriet mellan Katedralskolan och Högevall. Vid Högevalls södra ände ligger Kulturmejeriet.
Det fanns tidigare en hållplats på Lund-Revinge-Harlösa järnväg med namnet Högevall.